# Saint-Nicolas-des-Biefs
Saint-Nicolas-des-Biefs è un comune francese di 182 abitanti situato nel dipartimento dell'Allier della regione dell'Alvernia-Rodano-Alpi.

## Società

### Evoluzione demografica
Abitanti censiti